# Corey Kluber
Corey Scott Kluber, född den 10 april 1986 i Birmingham i Alabama, är en amerikansk före detta professionell basebollspelare som spelade 13 säsonger i Major League Baseball (MLB) 2011–2023. Kluber var högerhänt pitcher.
Kluber spelade för Cleveland Indians (2011–2019), Texas Rangers (2020), New York Yankees (2021), Tampa Bay Rays (2022) och Boston Red Sox (2023). Totalt spelade han 271 matcher i MLB och var 116–77 (116 vinster och 77 förluster) med en earned run average (ERA) på 3,44 och 1 725 strikeouts.
Kluber draftades av San Diego Padres 2007 som 134:e spelare totalt, men trejdades till Cleveland Indians under 2010 års säsong medan han fortfarande spelade i farmarligorna.
Bland Klubers meriter kan nämnas att han vann två Cy Young Awards, priset till ligans bästa pitcher, och tre gånger togs ut till MLB:s all star-match. Han pitchade en no-hitter den 19 maj 2021.
Kluber meddelade den 9 februari 2024 att han avslutade karriären.